# 마르크 블로크
마르크 레오폴드 뱅자맹 블로크(프랑스어: Marc Léopold Benjamin Bloch, 1886년 7월 6일 ~ 1944년 6월 16일)는 프랑스의 사학자이다. 뤼시앵 페브르와 함께 《사회경제사 연보》를 창간, 아날학파를 결성하였다. 더불어 《기적을 행하는 왕》, 《프랑스 농촌사》, 《봉건사회》 등 여러 역사책을 저술하였다. 프랑스 침공 후에는 레지스탕스에 참여하다 독일군에 붙잡혀 총살당하였다. 사후 《역사를 위한 변명》과 《이상한 패배》가 출간되었다.